# Nordspitze Peißnitz
Koordinaten: 51° 30′ 0″ N, 11° 56′ 48″ O

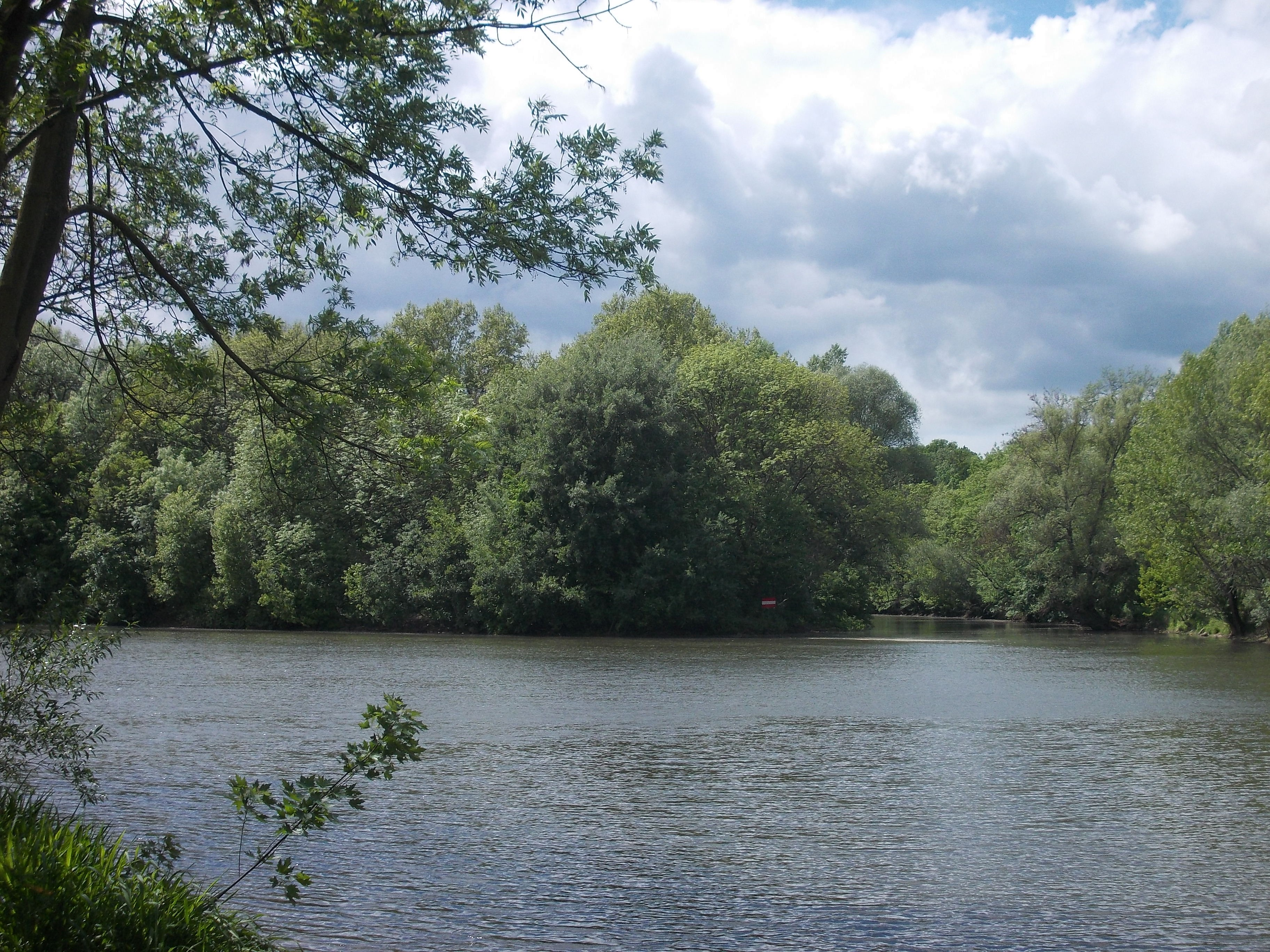
Blick über die Saale zum Naturschutzgebiet „Nordspitze Peißnitz“

Die Nordspitze Peißnitz ist ein Naturschutzgebiet in der Stadt Halle (Saale) in Sachsen-Anhalt.

## Allgemeines
Das Naturschutzgebiet mit dem Kennzeichen NSG 0138 ist 11,6 Hektar groß. Es ist vollständig Bestandteil des rund 23 Hektar großen FFH-Gebietes „Nordspitze Peißnitz und Forstwerder in Halle“ und vom Landschaftsschutzgebiet „Saale“ umgeben. Das Gebiet steht seit 1993 unter Schutz (Datum der Verordnung: 10. September 1993). Zuständige Behörde ist die Bezirksregierung Halle als obere Naturschutzbehörde.

## Beschreibung
Das Naturschutzgebiet liegt in der Saaleaue im Norden der Stadt. Es stellt den Nordteil der Peißnitzinsel mit einem naturnahen Auwaldrest unter Schutz. Der Auwald ist als Hartholzauwald mit teilweise sehr alten Stieleichen ausgeprägt. Neben Steileichen stocken Gewöhnliche Esche und Spitzahorn im Naturschutzgebiet. Weiterhin sind Bergahorn, Hainbuche, Winter- und Sommerlinde zu finden, daneben, aufgrund des Ulmensterbens aber nur noch in geringer Zahl, auch Feld- und Flatterulme. Der Auwald verfügt über einen hohen Totholzanteil. Er unterliegt der natürlichen Gewässerdynamik der Saale.
Die Strauchschicht wird im Frühjahr von Frühlingsgeophyten wie Scharbockskraut, Gelbes Windröschen, Buschwindröschen, Waldgoldstern und Hohler Lerchensporn gebildet. Im Sommer herrschen hochwüchsige Gräser und Nitrophyten vor. Die Wilde Saale wird von Weidengebüschen mit Bruch- und Silberweide sowie Silberpappel begleitet. Ansonsten siedeln feuchte Staudenfluren entlang der Ufer- und Waldrandbereiche.
Das Naturschutzgebiet zeichnet sich durch eine artenreiche Amphibienfauna aus. So sind hier u. a. Grasfrosch, Teichfrosch, Seefrosch, Erdkröte, Wechselkröte und Knoblauchkröte heimisch. Zum Teil nutzen die Amphibien die nordwestlich vom Naturschutzgebiet im Stadtteil Kröllwitz liegenden Kreuzer Teiche als Laichgewässer. Auch verschiedene Vögel leben hier, darunter Schwarzmilan, Rotmilan, Waldkauz, Schwarzspecht und Mittelspecht, die alle auch hier brüten. Unregelmäßig brüten auch Hohltaube und Wendehals im Naturschutzgebiet.
Säugetiere sind z. B. durch Igel, Eichhörnchen, Waldspitzmaus, Gelbhalsmaus, Waldmaus, Zwergmaus und Wasserfledermaus vertreten, Wirbellose z. B. durch die Heuschrecke Punktierte Zartschrecke, den Laufkäfer Körniger Laufkäfer sowie die Schnecke Uferlaubschnecke.
Durch das Naturschutzgebiet verläuft ein Rundweg. Im Süden grenzt das Schutzgebiet an einen weiteren Wanderweg, zu dem parallel die Parkeisenbahn Peißnitzexpress verläuft.